# Iglesia de Nuestra Señora de las Vegas
La iglesia de Nuestra Señora de las Vegas es un templo católico ubicado en el municipio español de Santiuste de Pedraza, en la provincia de Segovia.

## Descripción

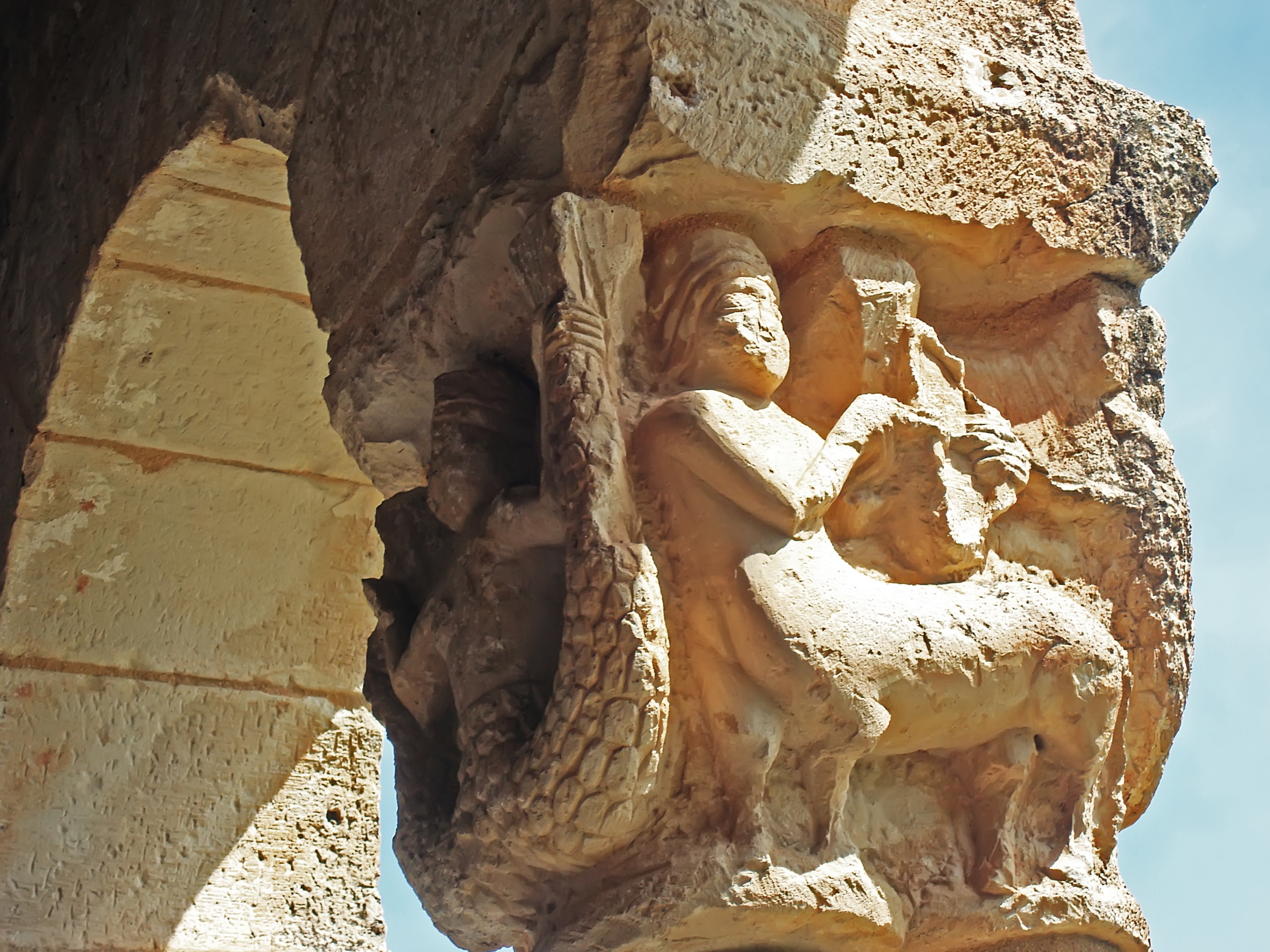
Detalle escultórico

El edificio se encuentra junto a la carretera SG-P-2322, próximo a la localidad de Requijada, dentro del término municipal segoviano de Santiuste de Pedraza, en Castilla y León.
Presenta en su construcción tres épocas o fases, de las cuales la más antigua, de los albores del siglo XI, la constituyen el pórtico y la nave de la epístola con su ábside. La nave mayor y la del evangelio así como la portada principal al mediodía están en clara relación con el románico sepulvedano de las postrimerías del siglo XI, en tanto que la parte inferior de la torre pertenece a un románico tardío característico de las tierras de Segovia entre los siglos XIII y XIV.
Cuenta con tres naves separadas por arcos doblados que se apoyan en pilares de planta rectangular con medias columnas adosadas, capiteles de estilización pseudocorintia de tipo sepulvedano, impostas muy sencillas y techumbre de madera a dos aguas, con carreras policromadas y pares de tirantes que se apoyan en canes esculpidos. El interior del templo fue decorado con pinturas murales de diversas épocas, especialmente a mediados del siglo XVI, en las que destacan composiciones en rojo, blanco y negro que representan trofeos, grutescos, bustos de guerrero, guirnaldas y otros temas similares.

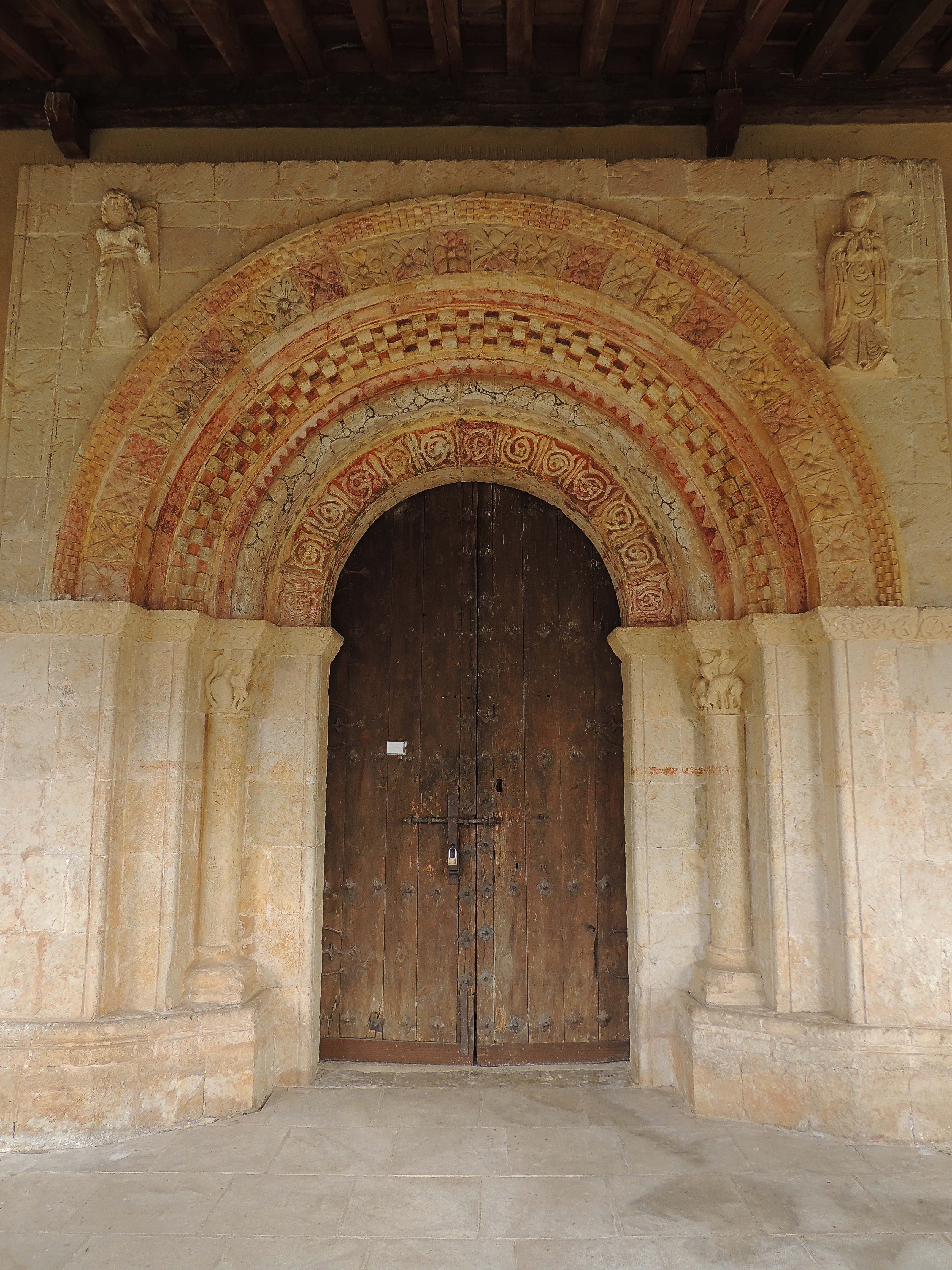
Portada de la iglesia

Fue declarada monumento histórico-artístico el 17 de julio de 1969, mediante un decreto publicado el 19 de agosto de 1969 en el Boletín Oficial del Estado, con la rúbrica de dictador Francisco Franco y del entonces ministro de Educación y Ciencia José Luis Villar Palasi.
En la actualidad cuenta con el estatus de Bien de Interés Cultural.